# Bae Seul-ki (cầu thủ bóng đá)
Đây là một tên người Triều Tiên, họ là Bae.
Bae Seul-ki (tiếng Hàn: 배슬기; sinh ngày 9 tháng 6 năm 1985) là một cầu thủ bóng đá Hàn Quốc thi đấu ở vị trí trung vệ cho Pohang Steelers.

## Sự nghiệp
Năm 2008, Bae ký hợp đồng với Incheon Korail sau khi tốt nghiệp từ Đại học Konkuk.
Sau khi hoàn thành nghĩa vụ quân sự ở Police FC, anh gia nhập Pohang Steelers.